# 亞馬遜銀板魚
亞馬遜銀板魚，為輻鰭魚綱脂鯉目脂鯉亞目锯脂鲤科的其中一個種，為熱帶淡水魚，分布於南美洲亞馬遜河流域，體長可達8.4公分，棲息在底中層水域，以過濾浮游植物為食，生活習性不明。

## 扩展阅读
維基物種上的相關：亞馬遜銀板魚